# 北島田町
北島田町（きたしまだちょう）は、徳島県徳島市の町名。現行行政地名は北島田町一丁目から北島田町三丁目。2009年12月現在の人口は1,842人、世帯数は890世帯。郵便番号は〒770-0051。

## 地理
徳島市の北部に位置し、加茂名地区に属する。南東から北西に開いた扇の形をしている。主に住宅地として使われるが耕地も残る。
北縁を鮎喰川が北東に流れ、右岸の堤防上を徳島県道15号徳島吉野線が通り、北西部で南北に通る徳島県道・香川県道1号徳島引田線といったん合流する。南端は徳島県道30号徳島鴨島線（通称：田宮街道）が通っている。

### 河川
- 鮎喰川

## 歴史
元は島田町の一部で、昭和18年に現在の町名となった。昭和43年に一部が北矢三町となる。町の中央を南東から北西へ通じる道はかつての讃岐街道で、徳島市から板野町の大坂峠を経て高松市へ至る幹線道路であった。

## 施設
- 水の都記念病院
- 徳島市民島田運動広場

## 交通

### バス
- JR徳島駅前より島田石橋行きを利用。

### 道路
- 徳島県道1号徳島引田線
- 徳島県道15号徳島吉野線
- 徳島県道30号徳島鴨島線
- 徳島県道41号徳島北灘線